# Kai Reus
Kai Reus (Winkel, Niedorp, 11 de març de 1985) és un exciclista neerlandès, professional del 2006 al 2016. Campió del món i nacional júnior, va debutar amb l'equip Rabobank.
El 2007, durant un entrenament al Coll de l'Iseran, va patir un accident i va romandre onze dies en coma induït.

## Palmarès
- 2003
  -  Campió del món júnior en ruta
  -  Campió dels Països Baixos júnior en contrarellotge
  - 1r a la Copa del món UCI júnior
  - 1r als Tres dies d'Axel
  - 1r al Tour de l'Abitibi
  - 1r al Tour al País de Vaud
- 2004
  - 1r al Triptyque des Barrages
  - Vencedor d'una etapa del Gran Premi Guillem Tell
- 2005
  - 1r al Tour de Normandia i vencedor d'una etapa
  - 1r al Gran Premi Pino Cerami
  - 1r a la Volta a Turíngia i vencedor d'una etapa
  - Vencedor de 2 etapes del Circuito Montañés
- 2006
  -  Campió dels Països Baixos sub-23 en ruta
  -  Campió dels Països Baixos sub-23 en contrarellotge
  - 1r al Tour de Normandia i vencedor de 2 etapes
  - 1r a la Volta a Holanda del Nord
  - 1r a la Lieja-Bastogne-Lieja sub-23
- 2009
  - Vencedor d'una etapa de la Volta a la Gran Bretanya
- 2011
  - Vencedor d'una etapa de la Mi-août en Bretagne
- 2012
  - Vencedor d'una etapa de la Volta a Portugal